# Jingjia
Jingjia (kinesiska: 荆家镇, 荆家) är en köping i Kina. Den ligger i provinsen Shandong, i den östra delen av landet, omkring 98 kilometer nordost om provinshuvudstaden Jinan. Antalet invånare är 41 375. Befolkningen består av 20 869 kvinnor och 20 506 män. Barn under 15 år utgör 15,0 %, vuxna 15-64 år 71 %, och äldre över 65 år 13,0 %.
Genomsnittlig årsnederbörd är 698 millimeter. Den regnigaste månaden är juli, med i genomsnitt 278 mm nederbörd, och den torraste är januari, med 7 mm nederbörd.